# Ahmed Al-Saleh
Ahmed Al-Saleh (em árabe: أحمد عيسى الصالح; nascido em 1966) é um ex-ciclista olímpico saudita. Al-Saleh representou sua nação nos Jogos Olímpicos de Verão de 1984, em Los Angeles.